# Krajka

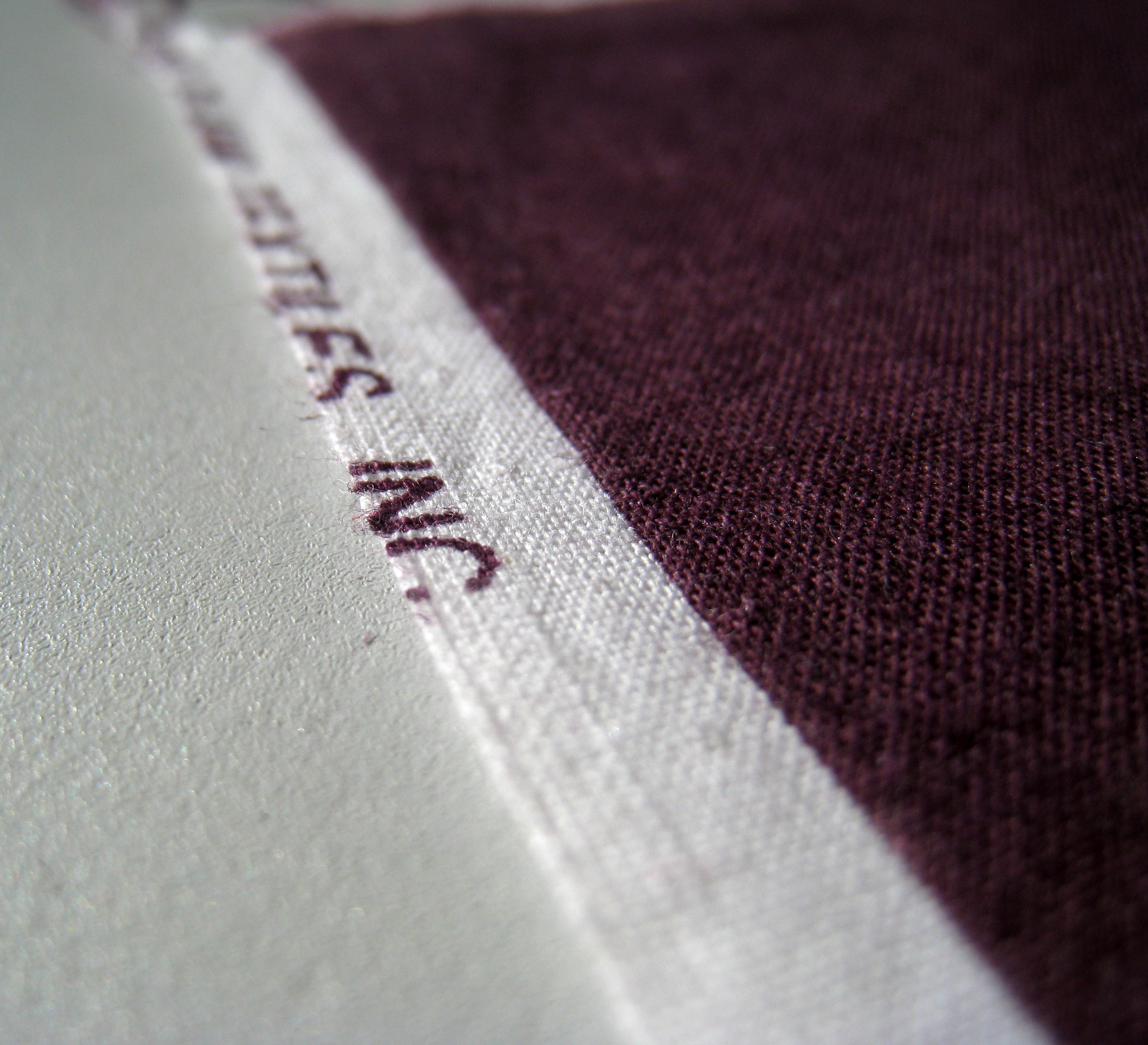
Krajka z nazwą producenta

Krajki – brzegowe fragmenty tkaniny w postaci pasków o szerokości od 8 do 20 mm, biegnących wzdłuż po obu jej stronach. Ich struktura i wygląd są zwykle inne od reszty tkaniny. Zabezpieczają tkaninę zarówno w procesie tkania, jak i wykończenia. 
Wykonywane są na ogół z tej samej przędzy, z której wykonana jest cała osnowa. Ponieważ krajki narażone są na duże obciążenia, muszą być odpowiednio wzmocnione. Uzyskuje się to przez zastosowanie na osnowę krajkową podwójnych nitek. Krajki najczęściej tworzone są w splocie płóciennym lub pochodnym. Oprócz funkcji zabezpieczającej, krajki pełnią również funkcje:
1. informacyjne – zapisany w postaci pięcionitkowego kodu barwnego, skład surowcowy tkaniny. Każda nitka oznacza 20% danego włókna w składzie przędzy, z której wykonana jest tkanina. Dopuszcza się 5% tolerancji. Na przykład 3 nitki czerwone i 2 nitki niebieskie oznaczają tkaninę elano-wełnianą E60/W40 (tzw. wełna czterdziestka). 
Znaczenie kolorów:
  - biały – włókno bawełniane
  - niebieski – włókno wełniane
  - czerwony – włókno poliestrowe – elana, dacron, torlen, trevira
  - zielony – włókno akrylowe – anilana, orlon, dralon, acrilan
  - żółty – włókno celulozowe – argona, textra, merona
  - szary – włókno poliamidowe – stylon, nylon, ortalion, dederon, kapron, perlon, kevlar
2. ozdobne lub reklamowe – często na krajkach umieszcza się napisy, np. nazwa zakładu. W tym przypadku do tworzenia krajek stosuje się kombinacje splotów.